# Skriptorium

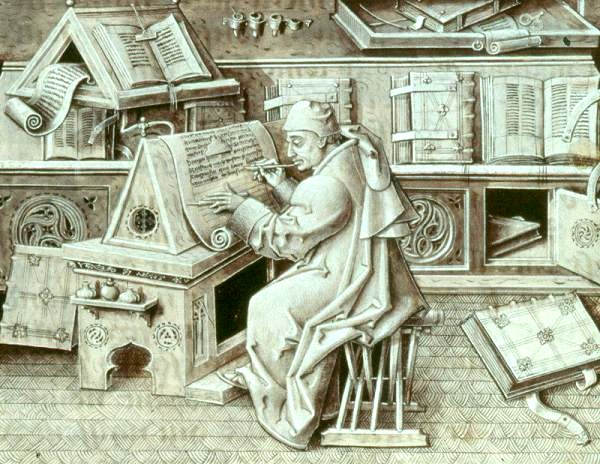
Schreiber in einem Skriptorium (Miracles de Notre Dame, fol. 19; nach 1456)

Als Skriptorium (lat. scriptorium) bezeichnet man die seit der Spätantike entstehenden, meist in Klöstern befindlichen Schreibstuben, in denen sakrale und teilweise auch profane Texte handschriftlich dupliziert werden. In der wissenschaftlichen Literatur wird Skriptorium als Synonym von Schreibschule auch für die dort tätigen Schreiber und zur Charakterisierung der Herkunft ihrer Produkte benutzt: „Handschrift aus dem Skriptorium von …“
Mehrheitlich war das Skriptorium fester Bestandteil eines Klosters. Seit dem 13. Jahrhundert gab es Universitäten, wo Bedarf an Büchern bestand. In ihrem Umkreis siedelten sich bürgerliche Schreibwerkstätten an, die aber im 14. und 15. Jahrhundert in ihrer Verbreitung zunahmen, da die Nachfrage nach Büchern weiter stieg. Klosterskriptorien arbeiteten vor allem im frühen Mittelalter fast ausschließlich für den Bedarf der eigenen Institution oder adeliger Auftraggeber.
Mit der Etablierung des Buchdrucks mit beweglichen Lettern wird die Kultur der Skriptorien nahezu vollständig abgelöst durch das Typographeum.

## Produktionsschritte

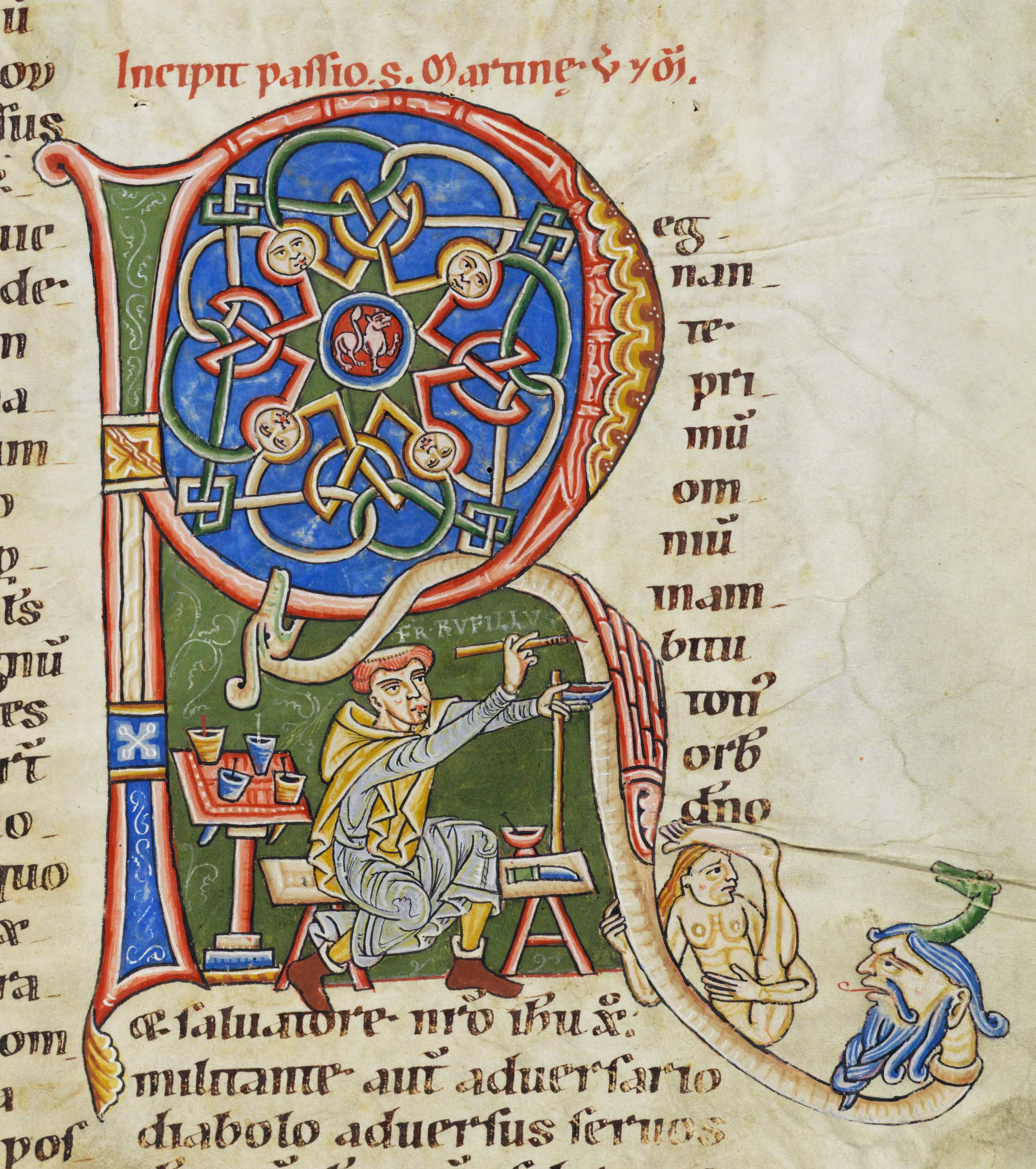
Selbstporträt des Illuminators Rufillus (Ende 12. Jahrhundert)

Vor dem Beginn der Anfertigung eines Buches (Kodex) bestimmte der Auftraggeber die Ausführung und Ausgestaltung des Buches und stellte zum Teil auch die teilweise sehr kostbaren Verbrauchsmaterialien (z. B. Gold, Pigmente etc.) zur Verfügung. Wichtig war das Vorhandensein einer Textvorlage, woraus man Layout und Umfang abschätzen konnte.
Das Schreibmaterial (Pergament, seit dem 14. Jahrhundert auch nördlich der Alpen Papier) wurde auf die Größe eines Doppelblattes zugeschnitten und der Skriptor – meist ein Mönch – begann mit der Linierung des Schreibgrundes und legte dabei die Zeilenhöhe und die Zeilengrenzen fest. Die Verteilung des Textes auf die Seiten wurde berechnet, die Lagen (meist vier bis fünf Doppelblätter zu einer Lage (Quaternio, Quinio) zusammengefasst) wurden gebildet. Anschließend begann der Skriptor mit dem eigentlichen Schreiben, wobei er aber Platz für die Initialbuchstaben frei ließ oder auch vorzeichnete. Bei umfangreichen Aufträgen arbeiteten mehrere Schreiber parallel an verschiedenen Textabschnitten. Selten wurde die entsprechende Passage laut diktiert und von mehreren Skriptoren bzw. Kopisten aufgeschrieben, so dass eine Vielzahl von Kopien entstand.
In diesem Vervielfältigungsprozess konnte es durch Lese-, Hör- und Schreibfehler zu Abweichungen in den Handschriften kommen. Die wissenschaftliche Methode, aus den Textvarianten die ursprünglichen Lesarten zu ermitteln, nennt man Textkritik.
War der Haupttext fertig, wurden die Initialbuchstaben und andere Hervorhebungen vom Rubrikator nachgetragen. Das Aufmalen von Bordüren und die weitere Illumination der Seite war dann Aufgabe der Illustratoren. Schreiber und Rubrikator waren dabei oftmals ein und dieselbe Person, während die Kombination Schreiber-Illustrator sehr viel seltener war. In der Mehrzahl handelte es sich bei den Illustratoren um spezialisierte Handwerker.
Die fertigen Manuskripte sind Unikate, die in Form von Rollen (in der Spätantike) oder Kodizes (seit dem 5. Jh.) aufbewahrt und in Archiven und Bibliotheken verwahrt werden. Die losen Lagen wurden von den Buchbindern zu Kodizes gebunden. Der Bucheinband bestand häufig aus dünnen Holzbrettern, die mit geprägtem Leder (Streicheisenlinien, seit der Gotik oft zusätzlich Platten- und/oder Rollenstempel) oder auch Pergament bespannt und oft mit Buchschließen und Beschlägen versehen wurden. Aufwändig gestaltete, vor allem liturgische Bücher erhielten Prachteinbände aus wertvollen Materialien (Silber, vergoldetes Kupfer, Email, Elfenbein, Edel- und Halbedelsteine, Seide, Brokat), die Spitzenwerke der Goldschmiedekunst darstellen.
Über die Kunst und die Pein des Schreibens bemerkte ein unbekannter Schreiber des 8. Jahrhunderts in einer lateinischen Notiz:
„O glückseliger Leser! Wasche deine Hände und nimm so das Buch zur Hand, behutsam wende die Blätter, fern vom Buchstaben setze die Finger auf! Denn wer nicht schreiben kann, meint, das sei keine Mühe. Ach, wie verdrießlich ist das Schreiben! Die Augen macht es müde, die Lenden schwächt es und zugleich bekommt es allen Gliedern schlecht. Drei Finger schreiben, der ganze Körper schmerzt. Deshalb, wie der Seemann sich sehnt, zu seinem angestammten Hafen zu kommen, so auch der Schreiber zur letzten Zeile.“

## Schreibmaterial

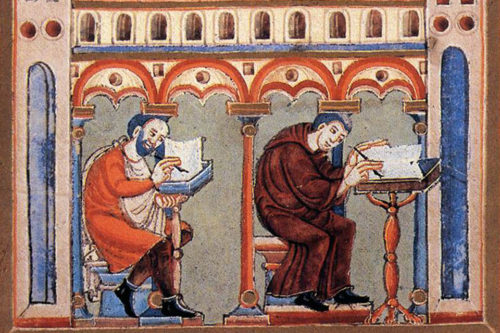
Skriptoriumsdarstellung (f.124v.) aus dem Perikopenbuch Heinrichs III., Echternacher Buchmalerei, zwischen 1039 und 1043

Geschrieben wurde mit den zugeschnittenen Kielen von Vogelfedern, insbesondere Gänsekielen, und verschiedenen Tinten. Zu den verbreitetsten Tinten gehörten
- die Eisengallustinte,
- die Dornrindentinte und
- die Rußtinte.

Der Beschreibstoff Papyrus kam bei der Umstellung auf die Codexform im 4./5. Jahrhundert für Bücher weitgehend außer Gebrauch, da er für das Bilden von Lagen ungeeignet ist und nur einseitig benutzt werden kann, blieb jedoch für Urkunden noch vereinzelt bis zum Beginn des 11. Jahrhunderts in Gebrauch. Spätantike und mittelalterliche Handschriften waren auf Pergament geschrieben, das wesentlich haltbarer und auch mehrfach beschreibbar war. Gegen Ende des 14. Jahrhunderts setzte sich dann weitgehend das Papier durch.

## Sonstiges
In den Skriptorien der Klöster wurden auch Urkunden gefälscht, mit denen sich die Klöster beispielsweise Steuerfreiheit oder Zollprivilegien sicherten oder Ländereien in ihren Besitz brachten.
Skriptorien gehörten zu den wenigen auch im Winter ständig beheizten oder vom Küchenkamin gewärmten Räumen eines mittelalterlichen Klosters, was sowohl der Schreibkunst der Mönche als auch dem Fluss der Tinte zugutekam.